# Œil composé
Pour les articles homonymes, voir Œil (homonymie).

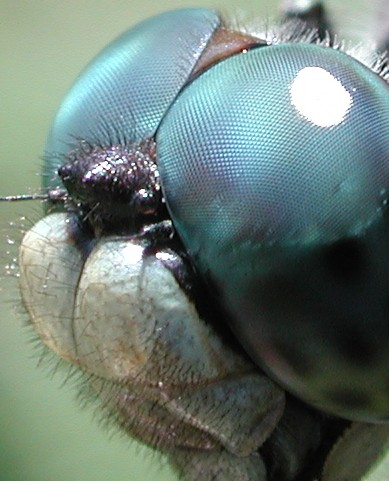
Les yeux composés d'une libellule.

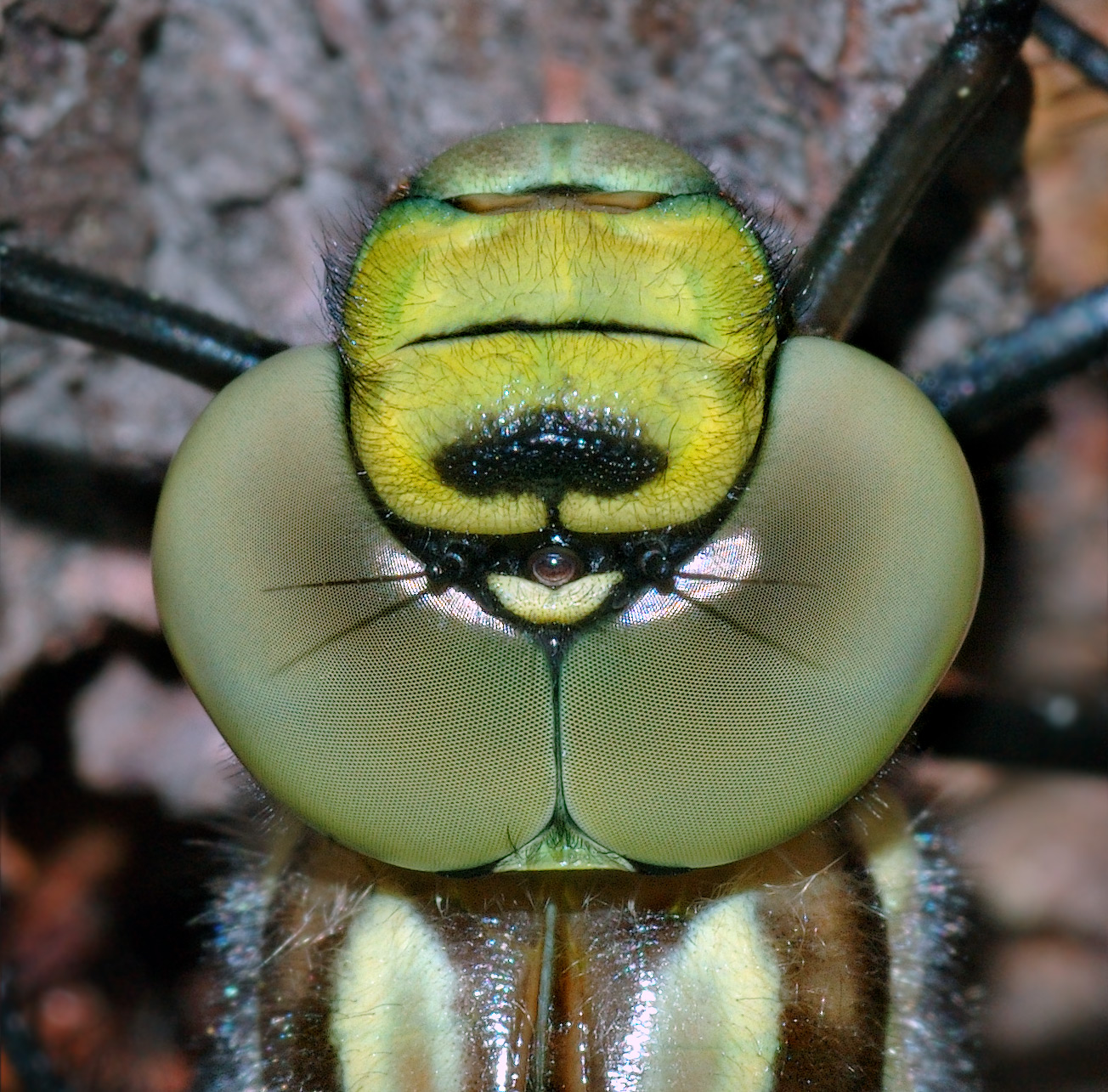
Yeux composés d’Aeshna cyanea (vus de dessus).

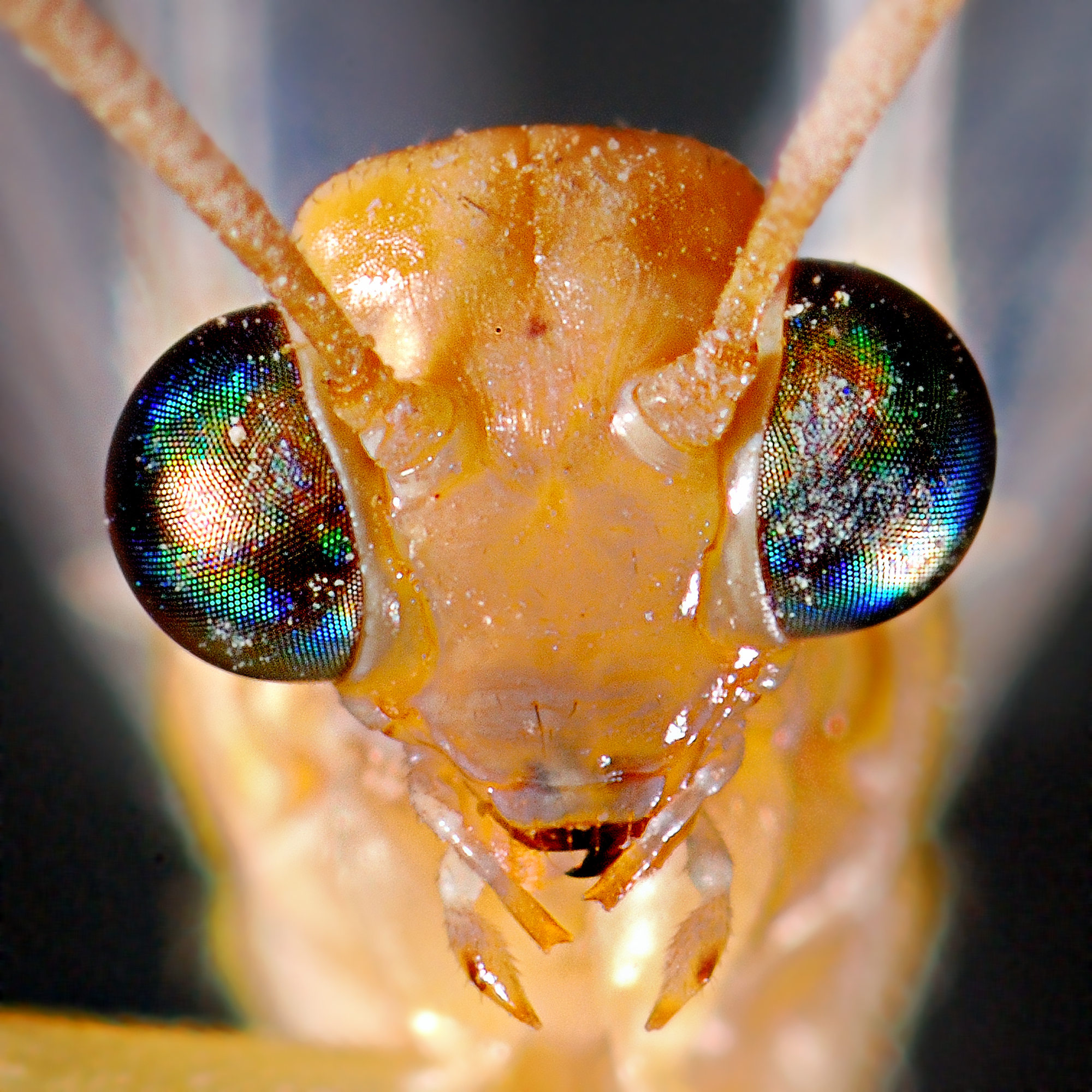
Yeux d'un fourmilion.

Un œil composé, ou œil à facettes, est constitué d'un ensemble de récepteurs sensibles à la lumière qui sont appelés des ommatidies. Il s'agit en général d'un attribut des arthropodes. Chez les crustacés, l'œil composé peut être pédonculé (crabes) alors que celui des insectes ne l'est jamais.
Les yeux composés ont évolué il y a très longtemps. On en trouve sur les premiers arthropodes présents dans les schistes de Burgess, tels Anomalocaris, ou sur les trilobites.
Les animaux actuels possèdent généralement une paire d'yeux composés, mais l'espèce fossile Opabinia semble en avoir possédé un nombre impair (cinq).

## Chez les insectes

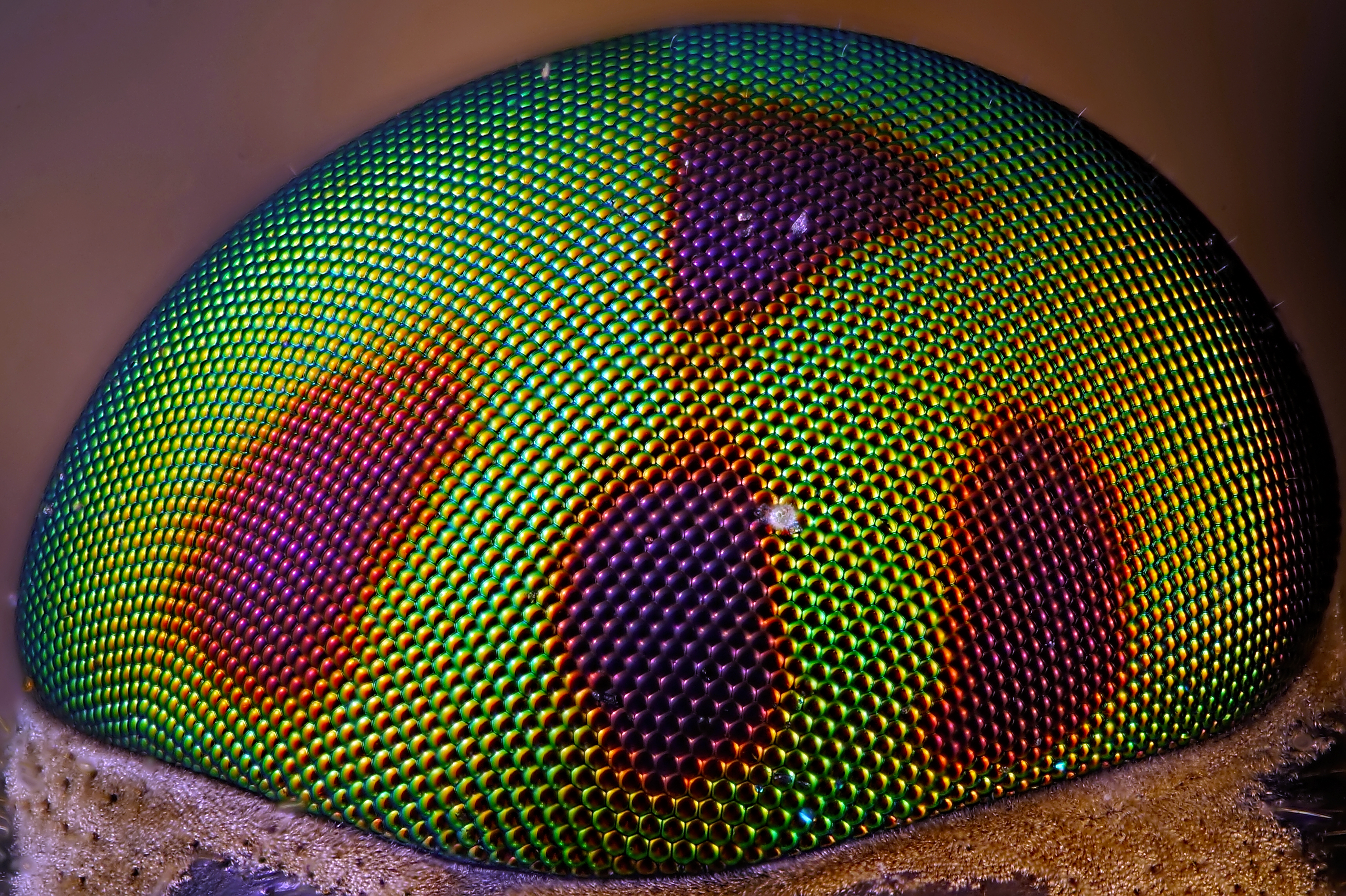
Oeil composé d'un chrysopidae.

Les insectes possèdent deux yeux composés positionnés de chaque côté de la tête parfois orientés vers le sol ou protégé du soleil par un casque (comme chez la luciole ou d'autres insectes nocturnes). L'acuité visuelle et les limites de la vision permise par cette structure oculaire font l'objet d'études et de modélisations.

Les yeux composés occupent une surface et un volume très variable selon les espèces, et sans rapport direct avec la taille de l'animal. Ils peuvent être nettement séparés l'un de l'autre ou au contraire être jointifs.
Ils sont formés par la juxtaposition de plusieurs centaines (jusqu'à 30 000 chez certains coléoptères) d'yeux simples appelés « ommatidies ». Cela donne à l'insecte un champ de vision très large. L'œil est en outre velu chez certaines espèces, avec des poils qui jouent un rôle encore mal compris.
Certaines espèces ou ordres possèdent en plus des yeux composés des yeux simples ou « ocelles ». 
Chez d'autres espèces, La cornée peut être sophistiquée (par exemple chez certains insectes qui sont à la fois subaquatiques et aériens comme les notonectes ou les dytiques).
Une pseudopupille permet à de nombreux crustacés et insectes de disposer d'une meilleure acuité visuelle selon la luminosité ambiante, a priori en fonction du rythme nycthéméral, commandé par le cycle hormonal et l'horloge biologique interne de l'animal, susceptible d'être déréglée par des sources d'éclairage artificiel.
Certains insectes (aquatiques notamment) sont très sensibles à la polarisation de la lumière, qui quand elle est artificielle ou naturelle mais réfléchie avec une certaine incidence (lumière renvoyée par certaines vitres, des marbres polis, certains plastiques et certaines peintures métallisées, ou une nappe de pétrole) peut les tromper et constituer ce qu'on appelle un piège écologique (la pollution par la lumière polarisée est une des formes possibles de la pollution lumineuse).

Yeux d'insectes vus au microscope électronique
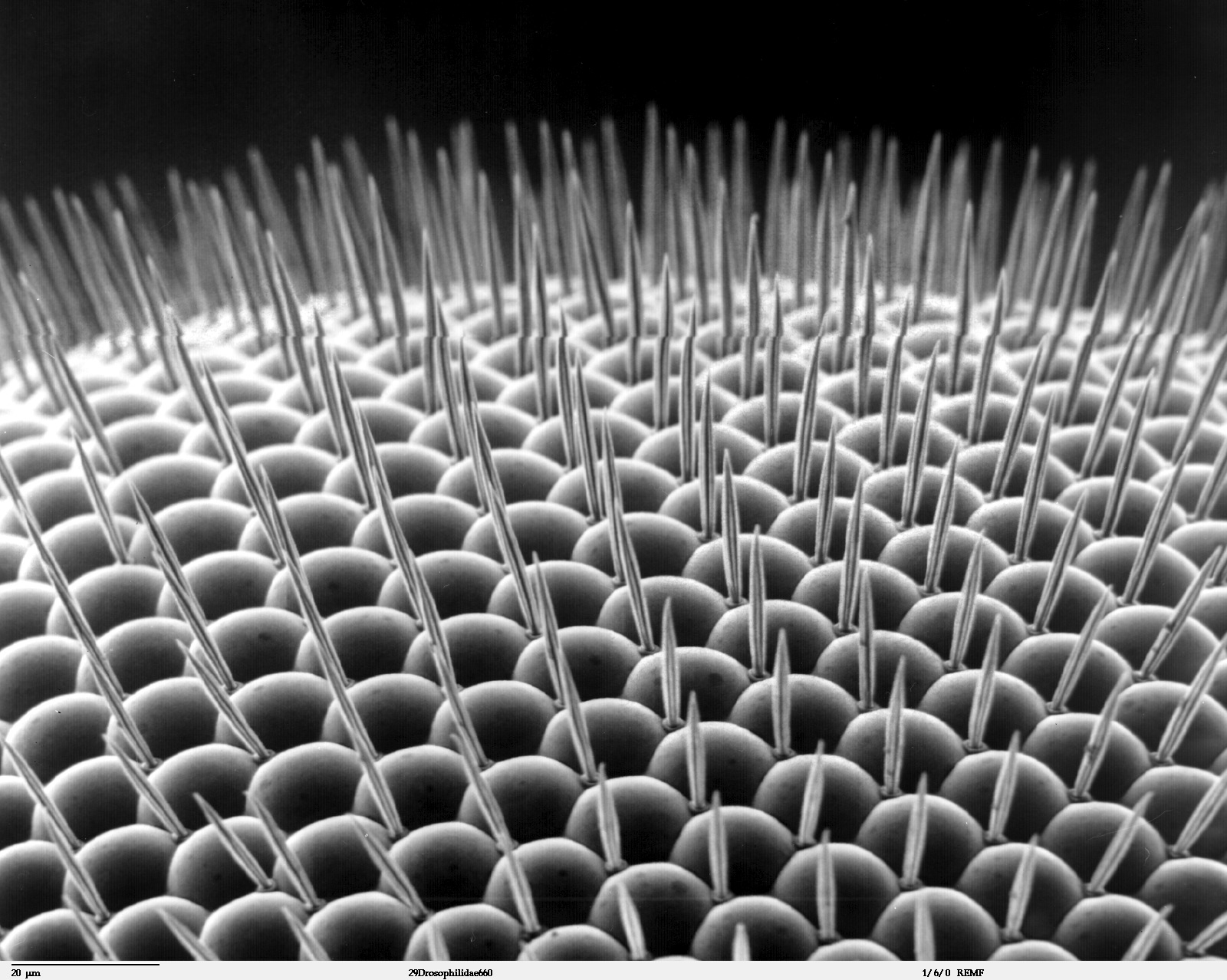
Vue en microscopie électronique d'un œil composé de drosophile
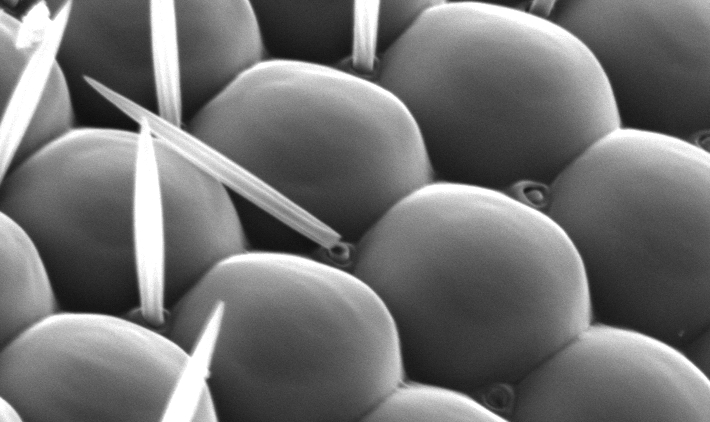
Détail, des lentilles cornéennes et poils aplatis d'un œil de drosophile
Un œil de coccinellidae.

### Développement
Le développement de l’œil composé se fait chez les insectes par multiplication du nombre des ommatidies. Par exemple, chez l'embryon de la libellule émeraude, les yeux composés ne consistent encore que de sept yeux élémentaires (ommatidies) ; dans le genre Epitheca, ce sont dix, et dans la famille des Aeshnidae, ce sont jusqu'à 270.

## Structure

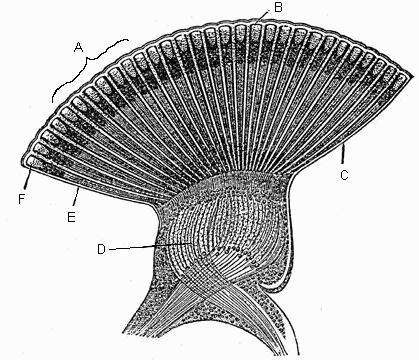
Coupe à travers un œil composé de libellule

Les constituants de l'œil composé sont la rétine périphérique, la lamina, le chiasma intermédiaire, la medula et le lobe optique.

### Rétine périphérique
La rétine périphérique est séparée des trois autres structures sous-jacentes par la membrane basale. Elle est encore appelée couche ommatidiale. Elle est constituée d'unités appelée ommatidies (ou facettes) responsables de la réception de l'information visuelle.

#### Ommatidies
| Schéma d'une ommatidie vue en coupe longitudinale : |
| A Lentille de la cornée B Cône du cristallin C Cellule pigmentaire de l'iris D Cellule pigmentaire de la rétine E Rhabdome F Cellule rétinienne G Couche basale H Fibres nerveuses |

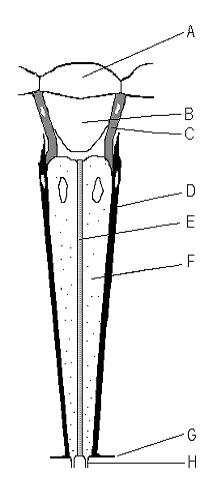

Ce sont des structures en forme de cônes allongés. Elles sont composées de l'appareil dioptrique, du bâtonnet rétinien, et des fibres nerveuses.

##### Appareil dioptrique
L'appareil dioptrique est situé à l'extérieur. C'est une partie de l'œil composé servant à réfracter tous les rayons lumineux qui y passent en son centre. Il est lui-même composé :
- de la cornée ; C'est la première partie de l'appareil dioptrique, elle est transparente et s'alimente directement de l'oxygène de l'air car des vaisseaux sanguins modifieraient la lumière qui y passe. chez certaines espèces (notonectes par exemple), la cornée est double, constituant deux lentilles à indices de réfraction différente, permettant une vision aérienne et une vision subaquatique.
- de la cellule de Semper : C'est la cellule qui secrète la cornée.
- du cône du cristallin  : C'est la deuxième partie de l'appareil dioptrique, il réfracte les rayons lumineux en son centre.
- des cellules cristallines : Ce sont elles qui sécrètent le cône cristallin.
- des deux cellules pigmentaires de l'iris : Elles isolent la cellule dioptrique de façon qu'elle ne reçoivent  qu'un « pixel » de l'image obtenue par l'œil composé, ce qui ressemble finalement à une sorte de mosaïque. Elles évitent les « fuites » de lumière d'une ommatidie à une autre. On trouve une troisième sorte de cellules pigmentaires au niveau de la couche basale de l'œil.

Il y a deux grandes classes de pigments dans ces cellules pigmentaires : les « ommochromes » (ou pigments bruns) et les ptéridines (ou pigments rouges-jaunes). On trouve ces pigments sous forme de granules qui sont des lysosomes spécialisés.

##### Bâtonnet rétinien
Il est composé :
- du rhabdome
- des cellules rétinales photoréceptrices composées :
  - d'un rhabdomère
  - d'un photorécepteur

##### Fibres nerveuses
Les fibres nerveuses sont issues des cellules rétinales.

### Lamina
Lamina

### Chiasma intermédiaire
Chez les arthropodes, le chiasma intermédiaire croise les fibres nerveuses en provenance des ommatidies d'un seul œil composé.

## Génétique

### Couleur de l'œil
Chez la drosophile, le gène white est responsable de la couleur des yeux.

### Forme de l'œil
Le gène bar change la forme de l'œil en lui donnant la forme d'une barre.